# أشعة انكباح

اصدار الأشعة السينية عند انكباح إلكترون سريع بواسطة مجال كهربائي لإحدي أنوية الذرات

أشعة انكباح  (بالألمانية: Bremsstrahlung) تنشأ عند إبطاء (تقليل مقدار السرعة) جسيم ذو شحنة كهربية مثل إلكترون أو بروتون . للحصول على هذه الأشعة بشكل مصطنع يجري تسريع الجسيمات بوساطة تسليط مجال كهربائي أو مجال مغناطيسي على الجسيم ، كما يحدث في معجلات الجسيمات الأولية مثل السيكلوترون، ثم بإجراء عملية الكبح.
وكل تغير يحدث لسرعة الجسيم المشحون المتحرك ينتج عنها هذا النوع من الأشعاع . وكما تدل تسمية أشعة الانكباح  تصدر تلك الأشعة عندما تنكبح الجسيمات السريعة في المادة .
فإذا كانت طاقة حركة الإلكترون قبل الانكباح E1 وطاقة حركته بعد الانكباح E2 ، فإن فارق الطاقة يظهر على هيئة فوتون أي شعاع كهرومغناطيسي له تردد f ، وذلك طبقا للعلاقة بين طاقة الشعاع وتردده :
E1 -E2 = h. f
حيث h : ثابت بلانك
تنشأ الأشعة الانكباحية الكهرومغناطيسية من تباطؤ جسيم مشحون عندما يحرفه جسيم مشحون آخر، وعادةً ما يكون الأول إلكتروناً والثاني نواةً ذرية، إذ يفقد الجسيم المتحرك طاقة حركية تتحول لإشعاع (أي فوتون)، محققةً بذلك قانون حفظ الطاقة، كما يُستخدم هذا المصطلح للإشارة إلى العملية التي ينتج فيها الإشعاع، وتمتلك الأشعة الانكباحية طيفاً متواصلاً تزداد شدته وتنتقل ذروتها باتجاه الترددات الأعلى بتزايد التغير في طاقة الجسيمات المُبطّأة.
وتشمل هذه الأشعة بالمعنى الواسع كلاً من الإشعاع السينكروتروني (أي الانبعاث الفوتوني لجسيم نسبوي)، والسيكلوتروني (أي الانبعاث الفوتوني لجسيم غير نسبوي)، وانبعاث الإلكترونات والبوسيترونات أثناء الاضمحلال بيتا، ولكنها توُظّف عادة للدلالة على الأشعة المنبعثة من الإلكترونات (من أي مصدر كانت) المتباطئة ضمن المادة فقط.
ويُشار للأشعة الانكباحية المنبعثة من البلازما أحياناً بالأشعة الحرّة، دلالةً إلى أنها تنتج في هذه الحالة عن جسيمات مشحونة تكون حرة؛ أي ليست جزءاً من شاردة، أو ذرة أو جزيء ما، قبل الانحراف (التسارع) الذي سبب هذا الإصدار وبعده.

## الجسيمات في الفراغ
يشعّ الجسيم المشحون المتسارع في الفراغ طاقةً، تبعاً لمعادلة لارمور وتعميماتها النسبوية، وعلى الرغم من تخصيص مصطلح (الأشعة الانكباحية) للجسيمات المشحونة المتسارعة ضمن المادة، وليس الفراغ، فإن المعادلات تكون متشابهة،(المصدر مطلوب) وفي هذا الصدد تختلف الأشعة المذكورة عن إشعاع شيرينكوف، وهو نوع آخر من أشعة الانكباح يطرأ ضمن المادة فقط، دوناً عن الفراغ.

### إجمالي الطاقة المشعّة
تُعطى المعادلة النسبوية الأكثر ثباتاً لإجمالي الطاقة المشعة كما يلي:
{\displaystyle P={\frac {q^{2}\gamma ^{4}}{6\pi \varepsilon _{0}c}}\left({\dot {\beta }}^{2}+{\frac {\left({\vec {\beta }}\cdot {\dot {\vec {\beta }}}\right)^{2}}{1-\beta ^{2}}}\right),}
حيث {\displaystyle {\vec {\beta }}={\frac {\vec {v}}{c}}} سرعة الجسيم مقسّمة على سرعة الضوء، {\displaystyle \gamma ={\frac {1}{\sqrt {1-\beta ^{2}}}}} هو معامل لورنتز، وتمثل {\displaystyle {\dot {\vec {\beta }}}} مشتقاً زمنياً لـ {\displaystyle {\vec {\beta }}} وتعبّر q عن شحنة الجسيم، وتُكتب المعادلة السابقة عادةً على هيئة رياضية مكافئة باستخدام:
{\displaystyle P_{a\parallel v}={\frac {q^{2}a^{2}\gamma ^{6}}{6\pi \varepsilon _{0}c^{3}}},}
حيث {\displaystyle a\equiv {\dot {v}}={\dot {\beta }}c} هو التسارع
وفي حالة توازي السرعة مع التسارع (كما في الحركة الخطية على سبيل المثال)، تتبسّط المعادلة للشكل:
{\displaystyle P_{a\perp v}={\frac {q^{2}a^{2}\gamma ^{4}}{6\pi \varepsilon _{0}c^{3}}}.}
ويكون الإشعاع في كلتا الحالتين المحدِّدتين نسبياً لـ 4γ {\displaystyle \gamma ^{4}} {\displaystyle \left(a\perp v\right)} أو 6γ {\displaystyle \gamma ^{6}} {\displaystyle \left(a\parallel v\right)}.
وحسب المعادلة {\displaystyle E=\gamma mc^{2}}، يعبّر إجمالي الطاقة المشعّة عن الكتلة إما على الشكل m-4 أو m-6، ولذلك تفقد الإلكترونات طاقتها للأشعة الانكباحية بسرعة أكبر من الجسيمات المشحونة الأثقل (مثل الميونات، والبروتونات وجسيمات ألفا)، ولا يمكن لمصادم إلكترون-بوسيترون بطاقة من رتبة تيرا إلكترون فولط (مثل المُصادم الخطي الدولي المُقترح) أن يستخدم نفقاً دائرياً (يتطلب تسارعاً ثابتاً)، على عكس مصادمات بروتون-بروتون (مثل مصادم الهدرونات الكبير)، وتخسر الإلكترونات طاقتها للأشعة الانكباحية بمعدل {\displaystyle (m_{p}/m_{e})^{4}\approx 10^{13}} أعلى تقريباً بـ1013 مرةٍ من البروتونات.

### أنبوب الأشعة السينية

طيف الأشعة السينية المنبعثة من قبل أنبوب أشعة سينية يحتوي هدفاً من الروديوم، وبتطبيق جهد كهربائي مقداره 60 كيلو فولط، إذ يعود المنحني المتواصل للأشعة الانكباحية، وتعد الشوكات خطوط K مميزة للروديوم، ويتناهى المنحني للصفر عند طول موجة مقداره 21 بيكومتر، بما يتوافق مع قانون دوين-هانت.

### التوزع الزاوي
تتمثل المعادلة الأكثر عموماً للطاقة المشعّة كدالّة زاويّة على الشكل التالي:
{\displaystyle {\frac {dP}{d\Omega }}={\frac {q^{2}}{16\pi ^{2}\varepsilon _{0}c}}{\frac {\left|{\hat {n}}\times \left(\left({\hat {n}}-{\vec {\beta }}\right)\times {\dot {\vec {\beta }}}\right)\right|^{2}}{\left(1-{\hat {n}}\cdot {\vec {\beta }}\right)^{5}}}}
حيث {\displaystyle {\hat {n}}} متّجه وحدة يشير إلى المُراقب انطلاقاً من الجسيم، و{\displaystyle d\Omega } هي جزء متناهي الصغر من الزاوية الصلبة.
في حالة توازي السرعة مع التسارع (كما في الحركة الخطية على سبيل المثال)، تتبسّط المعادلة للشكل:
{\displaystyle rac{dP_{a\parallel v}}{d\Omega }=rac{q^{2}a^{2}}{16\pi ^{2}arepsilon_{0}c^{3}}rac{\sin ^{2}heta}{(1-eta\cos heta)^{5}}}
حيث {\displaystyle heta} هي الزاوية بين {\displaystyle ec{a}} واتجاه الراصد.